# Françoise Moret-Bailly
Françoise Moret-Bailly, née Françoise Gruet-Masson le 17 juillet 1934 à Nogent-en-Bassigny, est une mathématicienne française. Ses travaux portent sur la physique mathématique. Elle est la première femme présidente d'université en France.

## Biographie
Françoise Gruet-Masson naît en 1934 à Nogent-en-Bassigny. Elle fait ses études à Chaumont puis au lycée Fénelon à Paris et à la Faculté de sciences de Dijon où elle rencontre son mari. Elle se marie en 1957 avec le physicien Jacques Moret-Bailly. Elle obtient l'agrégation de mathématiques en 1960 et un poste d’assistante dans la foulée,,. Elle est un temps professeure au lycée Carnot, puis enseigne à l'université de Dijon. Elle y soutient sa thèse, « Le champ neutrinique en relativité générale » en 1966. Elle obtient un poste de professeure immédiatement après et devient la doyenne de la Faculté de sciences en 1969,.
Dans un contexte de création d'universités autonomes, comme celle de l'université de Dijon, Françoise Moret-Bailly est élue à sa présidence le 31 janvier 1971,,. Elle est la première femme à ce poste en France. En désaccord avec la politique gouvernementale sur les universités, dénonçant un manque de moyens des universités, elle démissionne en 1973,,. Elle est membre du Collège de France et de la Société mathématiques de France.
Elle dirige le centre universitaire Condorcet au Creusot jusqu'à sa retraite en 1994,.

## Travaux

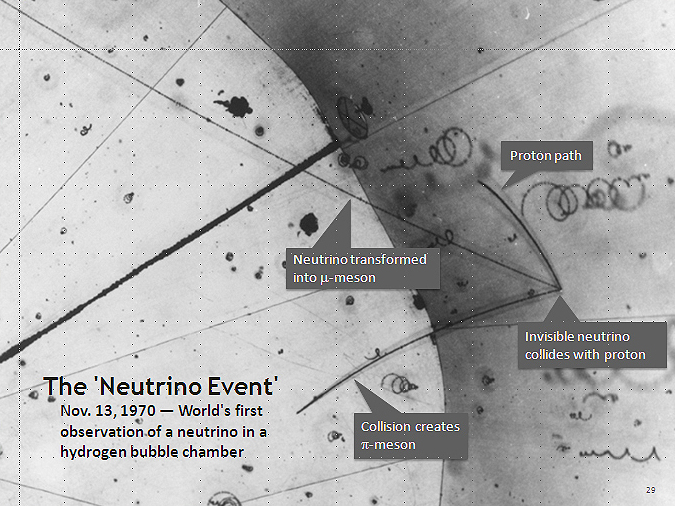
Un neutrino, particule étudiée par Françoise Miret-Bailly, dans une chambre à bulle d'hydrogène en 1970.

Les recherches de Françoise Moret-Bailly portent sur la physique mathématique et la physique des particules comme le neutrino.

## Publication
- Françoise Moret-Bailly, « Le champ neutrinique en relativité générale », Annales de l’I. H. P, vol. 5, no 4,‎ 1966, p. 301-355 (lire en ligne  [PDF])
- « Neutrinos et champ électromagnétique singulier », Compte-rendu de l'Académie des sciences, vol. 260,‎ 1965